# Martin Semerád
Martin Semerád (* 24. května 1990) je český rally jezdec. V současnosti[kdy?] učí kurzy bezpečné jízdy na autodromu v Sosnové. Semerád byl též jedním z jezdců projektu Pirelli Star Drivers v roce 2009. V PWRC vyhrál Švédskou Rally 2011.
Pochází ze závodnické rodiny, jeho otec Josef Semerád i mladší bratr Petr Semerád rovněž závodí v rally.

## Spolupráce s Bohuslavem Ceplechou
Bohuslav Ceplecha jako zkušený spolujezdec usedl v roce 2007 vedle Semeráda, který se zapojil do poháru mládeže, kde sbíral svoje první zkušenosti v rallye s Volkswagenem Polo 1.4 skupiny N1.
V roce 2007 byla posádka vážně zraněna při Rally Jeseníky. Při přejezdu mezi 3. a 4. RZ se soutěžní Polo čelně střetlo s civilním BMW, jehož podnapilý řidič jel nepřiměřenou rychlostí. Ceplecha, který mezi erzetami soutěžní vůz řídil, utrpěl silný otřes mozku, řezné rány na hlavě a měl zlomené zápěstí.
V roce 2008 přešli na Mitsubishi Lancer Evo IX, s nímž se zapojili do mistrovství světa produkčních vozů (PWRC). V roce 2009 dokončili šampionát PWRC na 15. místě.
Bohuslav Ceplecha zemřel 14. července 2012 na následky zranění při havárii ve třetí rychlostní zkoušce XXXIX. Rally Bohemia. Soutěž, kterou poznamenalo nestálé počasí, měla posádka Martin Semerád/Bohuslav Ceplecha rozjetou velmi dobře. Favorizovaný Mads Østberg havaroval na shakedownu, Juho Hänninen a Roman Kresta skončili na první rychlostní zkoušce. Ve třetí rychlostní zkoušce („Dneboh“) se Lancer v rychlosti 130 kilometrů za hodinu dostal mimo trať a narazil do stromu. Vážně zraněný Ceplecha zemřel při převozu do liberecké nemocnice. Soutěž byla po nehodě ukončena.
Martin Semerád po této nehodě přerušil kariéru a věnuje se pouze příležitostným startům jako je například Pražský Rallysprint.

## Výsledky

### Výsledky ve WRC
| Rok  | Tým                 | Automobil                | Třída | 1      | 2       | 3       | 4   | 5   | 6     | 7     | 8       | 9       | 10      | 11  | 12     | 13      | Umístění  | Body |
| ---- | ------------------- | ------------------------ | ----- | ------ | ------- | ------- | --- | --- | ----- | ----- | ------- | ------- | ------- | --- | ------ | ------- | --------- | ---- |
| 2009 | Martin Semerád      | Mitsubishi Lancer Evo IX | PWRC  | NOR 10 | CYP Ret |         |     |     |       |       |         |         |         |     |        |         | 15. místo | 7    |
| 2009 | Pirelli Star Driver | Mitsubishi Lancer Evo X  | PWRC  |        |         |         |     |     |       | POR 8 | ARG     | ITA Ret | GRE Ret | POL | AUS    | GBR 3   | 15. místo | 7    |
| 2010 | Czech National Team | Mitsubishi Lancer Evo IX | PWRC  | SWE 5  | MEX     | JOR Ret | TUR | NZL | POR   | BUL   | FIN 6   | GER     | JPN     | FRA | ESP    | GBR Ret | 15. místo | 18   |
| 2011 | Martin Semerád      | Mitsubishi Lancer Evo IX | PWRC  | SWE 1  | MEX     | POR 3   | JOR | ITA |       | GRC   | FIN Ret | GER     | AUS     | FRA | ESP 10 | GBR Ret | 4. místo  | 51   |
| 2011 | Martin Semerád      | Mitsubishi Lancer Evo X  | PWRC  |        |         |         |     |     | ARG 5 |       |         |         |         |     |        |         | 4. místo  | 51   |

### Výsledky v MČR Rally
| Rok  | Tým                 | Vůu                      | 1       | 2     | 3     | 4     | 5       | 6       | 7       | 8       | 9   | MMČR | Body |
| ---- | ------------------- | ------------------------ | ------- | ----- | ----- | ----- | ------- | ------- | ------- | ------- | --- | ---- | ---- |
| 2008 | Sherlog Racing      | Mitsubishi Lancer Evo IX | JÄN     | VAL   | ŠUM   | KRU   | HUS     | TŘE     | BOH Ret |         |     | -    | 0    |
| 2008 | PK Oil Racing       | Mitsubishi Lancer Evo IX |         |       |       |       |         |         |         | BAR Ret | PŘÍ | -    | 0    |
| 2009 | Sherlog Racing      | Mitsubishi Lancer Evo IX | VAL<    | ŠUM   | KRU   | HUS   | BAR Ret | PŘÍ     | BOH     |         |     | -    | 0    |
| 2011 | Czech National Team | Mitsubishi Lancer Evo IX | VAL     | ŠUM   | KRU   | HUS   | BOH Ret | BAR     | PŘÍ     |         |     | -    | 0    |
| 2012 | Czech National Team | Mitsubishi Lancer Evo IX | JÄN 5   | VAL 8 | ŠUM 4 | KRU 5 | HUS 8   | BOH Ret | BAR     | PŘÍ     |     | 7.   | 66   |
| 2013 | Semerád Rally Team  | Mitsubishi Lancer Evo IX | JÄN Ret | ŠUM   | KRU   | HUS   | BOH     | BAR     | PŘÍ     |         |     | -    | 0    |